# Ministro Pistarini Internationale Lufthavn
Ministro Pistarini Internationale Lufthavn, (spansk: Aeropuerto Internacional de Ezeiza Ministro Pistarini), (omtalt Ezeiza International Airport) (IATA: EZE, ICAO: SAEZ) er en international lufthavn 2 km øst for Ezeiza, 22 km syd/vest for Buenos Aires, Argentina. I 2009 ekspederede den 7.924.759 passagerer og 93.346 flybevægelser., hvilket gør den til den travleste i landet
Lufthavnen er opkaldt efter politiker og general Juan Pistarini (1882–1956). Byggeriet startede i 1945 og stod helt færdigt i 1949. I 1946 fløj det første fly fra det vi i dag kender som London Heathrow Airport mod Ministro Pistarini Lufthavn. Aerolíneas Argentinas har Hub for alle deres internationale ruter.